# بوسا نوا عزیزم
«بوسا نوا عزیزم» (به انگلیسی: Bossa Nova Baby) نام ترانه ای ست با صدای الویس پریسلی. بوسا نوا (Bossa Nova) نوعی جاز برزیلی است. این ترانه توسط زوج ترانه‌نویس معروف جری لیبر و مایک استولر نوشته شده و در تاریخ 22 ژانویه 1963 توسط الویس پریسلی در استودیو رادیو رکورد واقع در هالیوود ضبط شد. این ترانه در فیلمی با بازی الویس به نام تفریح در آکاپولکو استفاده شده‌است.
این ترانه از میان 100 ترانه برتر جدول بهترینها مقام هشتم را بدست آورد. و در جدول انگلستان نیز به مقام سیزدهم رسید.